# Tommy Kelly
Thomas Francis Kelly, född 6 april 1925 i New York i New York, död 26 januari 2016 i Greensboro i North Carolina, var en amerikansk barnskådespelare, känd som Tommy Kelly. Kelly är främst känd för rollen som Tom Sawyer i filmen Tom Sawyers äventyr (1938).

## Filmografi i urval
- 1938 – Tom Sawyers äventyr
- 1938 – Peck's Bad Boy with the Circus
- 1939 – Vi musikanter
- 1939 – Borta med vinden
- 1940 – Curtain Call
- 1940 – Älskar - älskar inte...
- 1940 – Military Academy
- 1940 – Gallant Sons
- 1941 – Härligt men farligt
- 1941 – Double Date
- 1941 – Andy Hardy lever livet
- 1947 – Början eller slutet?
- 1947 – Hämndens ryttare
- 1948 – Nattmänniskan
- 1949 – På främmande mark
- 1950 – The Magnificent Yankee